# Anna Bugge-Wicksell
Pour les articles homonymes, voir Bugge et Wicksell.
Anna Kristine Margrete Bugge-Wicksell, née le 17 novembre 1862 à Egersund et morte le 19 février 1928, est une avocate, pacifiste et féministe norvégo-suédoise. Elle est la dirigeante de l'Association norvégienne pour les droits des femmes en 1888-1890.

## Biographie
Son père, Ulrik Ferdinand Bugge (1838-1906) est un inspecteur télégraphique et sa mère, est sa cousine Anna Hermine Bugge (1840-1922), est femme au foyer. Lorsque son père est promu directeur en 1875, la famille part pour Kristiania où Anna Bugge-Wickell fait ses études à la Nissens Pikesskole et passe l'examen du collège en 1879. En 1885, elle sort diplômée en art de l'École de la cathédrale de Kristiania puis obtient un diplôme en philosophie en 1887. Les femmes n'étant pas encore acceptées dans les écoles de droit, elle obtient son diplôme de droit de l'université de Lund en 1911 seulement, à l'âge de 48 ans.
Pendant ses études, elle fonde avec d'autres élèves le club de discussion Skuld, qui deviendra l'une des bases de l'Association norvégienne pour les droits des femmes (NKF) en 1884. Lorsque l'Association décide de ne pas s'intéresser au droit de vote des femmes, elle fait partie des dix qui fondent la Kvindestemmeretsforeningen. Malgré ça, Anna Bugge est élue en 1888 présidente de la NKF à 25 ans, la plus jeune présidente de l'histoire de l'association. Elle tourne son programme vers l'autonomie financière des femmes – qu'elle considère comme la base de l'autodétermination sociale – comprenant l'enseignement professionnel pour « remédier à la pauvreté des femmes norvégiennes ». Pourtant, l'année suivante, elle ne se représente pas à la présidence et part pour Paris. Elle ne reviendra jamais en Norvège.
Là, elle s'installe avec Knut Wicksell, un économiste suédois, ce qui lui fait couper les ponts avec sa famille pendant 7 ans − l'emprise de la Suède sur la Norvège étant mal vu à l'époque. Refusant de se marier, ils signent un contrat leur offrant une égalité mutuelle et, lors de leur installation en Suède l'année suivante, ils deviennent le premier « couple cohabitant de Suède ». En 1890, le couple a deux fils naturels, Sven en 1890 et Finn en 1893 puis, au début des années 1900, ils adoptent le fils de la sœur d'Anna, morte en couches. Finn meurt dans un accident en 1913.
Installée à Lund à partir de 1900, elle est le moteur des demandes en matière de suffrage des femmes de la ville et cofonde l'association locale en 1903. L'année suivante, elle entre au conseil d'administration de l'Alliance internationale des femmes nouvellement créée à Berlin. À la même période, elle reprend ses études et obtient son diplôme en droit de l'université de Lund – où elle est membre de l'Association des étudiantes de Lund (Lunds Kvinnliga Studentförening) – mais n'exercera jamais en tant qu'avocate bien que de nombreuses personnes la contactent pour avoir des conseils au cours de sa vie.

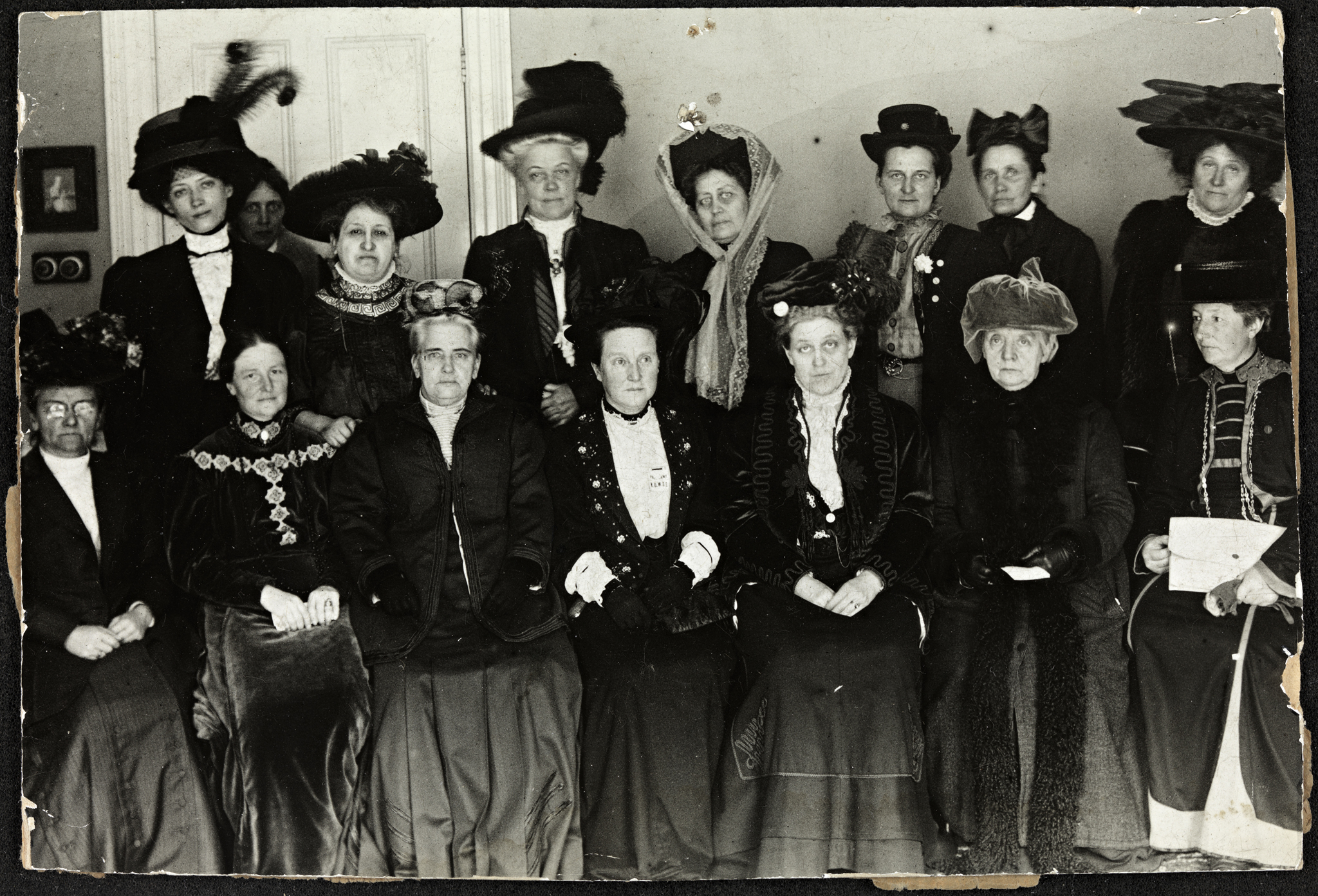
Membre du Congrès de l'Alliance pour le suffrage féminin en 1909. Anna Bugge-Wiksell est au premier rang, la première en partant de la gauche.

En 1911, Anna Bugge, qui vient d'obtenir la nationalité suédoise, participe à la campagne électorale de Karl Staaff et est chargée de formuler une proposition pour le droit de vote des femmes au gouvernement mais finalement, celui-ci l'ignore. Le suffrage féminin n'est obtenu en Suède qu'en 1921. Pourtant, elle réussit à trouver un faille dans la législation fiscale autorisant les femmes mariées, sous certaines conditions, à obtenir leur propre relevé de compte et donc, à pouvoir voter aux élections municipales. En 1913, elle est élue au conseil municipal de Lund sur une liste exclusivement féminine et y reste jusqu'en 1918. Après son déménagement à Danderyd, elle entre là aussi dans le conseil municipal.
Très impliquée dans le pacifisme, elle considère que le désarmement unilatéral est impossible mais l'interpersonnel peut être mis en place. Elle écrit plusieurs articles sur le sujet et devient membre de l'Association suédoise des femmes pour la paix (Sveriges Kvinnliga Fredsförening) fondée par Emilia Broomé en 1898. En 1911, elle participe également à la formation de l'Association suédoise pour la paix (Svenska fredsförbundet) qui est très active pendant la Première Guerre mondiale.
Pour continuer son travail de pacifique, elle est experte pour la délégation suédoise à la Société des Nations de 1920 à sa mort en 1928. Elle est alors l'une des trois femmes déléguées à l'Assemblée générale, les trois venant de Scandinavie. En parallèle, elle est élue en 1921 à la Commission permanente du mandat des peuples et devient la première femme à occuper un siège permanent à la SDN. Elle est également la première femme diplomate de Suède.
Elle meurt des suites d'une opération liée à son cancer à Stockholm. Elle est inhumée au Cimetière du Nord à Solna.